# Nycterosea evansi
Nycterosea evansi är en fjärilsart som beskrevs av Mcdunnough 1920. Nycterosea evansi ingår i släktet Nycterosea och familjen mätare. Inga underarter finns listade i Catalogue of Life.